# Vasile Suciu (Bischof)

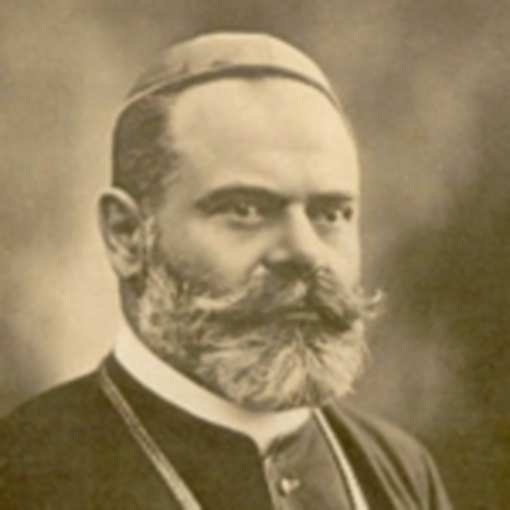
Vasile Suciu

Vasile Suciu (* 13. Januar 1873 in Copăcel, Komitat Fogarasch, Siebenbürgen; † 25. Januar 1935 in Blaj, Rumänien) war rumänisch griechisch-katholischer Erzbischof von Făgăraș und Alba Iulia.

## Leben
Vasile Suciu entstammte einer Bauernfamilie besuchte die Grundschule seines Heimatorts und das Gymnasium in Blaj. Für seine hervorragenden Leistungen in Mathematik erhielt er ein Stipendium zum Ingenieurstudium an der Technischen Universität Budapest. Doch der Ruf zum Priestertum war stärker. Er ging zum Studium der Theologie an das Päpstliche Griechische Kolleg vom Hl. Athanasius in Rom mit Anschluss-Studium an die Päpstliche Universität Urbaniana; dort promovierte zum Doktor der Theologie. Am 14. Juli 1895 wird er zum Priester geweiht. Im Jahre 1900 wurde er Professor am Theologischen Institut in Blaj. Er wurde Präfekt und Bibliothekar der Bibliothek des Erzbistums. Im Januar 1918 wurde er Mitglied des Domkapitels und Generalvikar des Erzbistums.
Am 9. August 1919 ernannte ihn Papst Benedikt XV. zum Erzbischof von Făgăraș und Alba Iulia. Konsekriert und inthronisiert wurde er am 14. Januar 1920 in der Kathedrale von Blaj. Er war der erste Metropolit der Rumänisch-griechisch-katholischen Kirche im vereinigten Königreich Rumänien unter König Ferdinand I. aus dem Haus Hohenzollern-Sigmaringen.
Sein besonderes Anliegen war die Ausbildung der weiblichen Jugend. Hierzu gründete er die Congregaţia Surorilor Maicii Domnului (Kongregation der Schwestern der Mutter Gottes), baute Mädchen-Gymnasien, deren Leitung die Schwestern übernahmen.
Er starb am 25. Januar 1935 und wurde in der Krypta der Kathedrale von Blaj beigesetzt.